# Ошчадњица
Ошчадњица (слч. Oščadnica) насељено је мјесто са административним статусом сеоске општине (слч. obec) у округу Чадца, у Жилинском крају, Словачка Република.

## Становништво
| Година:    | 1994. | 2004.   | 2014.   | 2024.   |
| ---------- | ----- | ------- | ------- | ------- |
| Број људи: | 5613  | 5699    | 5660    | 5807    |
| Разлика:   |       | +1,53 % | -0,68 % | +2,59 % |

| Година:    | 2023. | 2024.   |
| ---------- | ----- | ------- |
| Број људи: | 5755  | 5807    |
| Разлика:   |       | +0,90 % |

Према подацима о броју становника из 2024. године насеље је имало 5807 становника.